# Iglesia de San Pedro (Alcazarén)
La iglesia de San Pedro es un templo católico ubicado en la localidad de Alcazarén, Provincia de Valladolid, Castilla y León, España.

## Descripción
Construida durante el siglo XIII, de estilo románico-mudéjar, Su ábside presenta al exterior tres cuerpos de arquerías apuntadas de ladrillo. La torre fue levantada en el siglo XVI. La torre fue remodelada en el año 2005.

## Galería

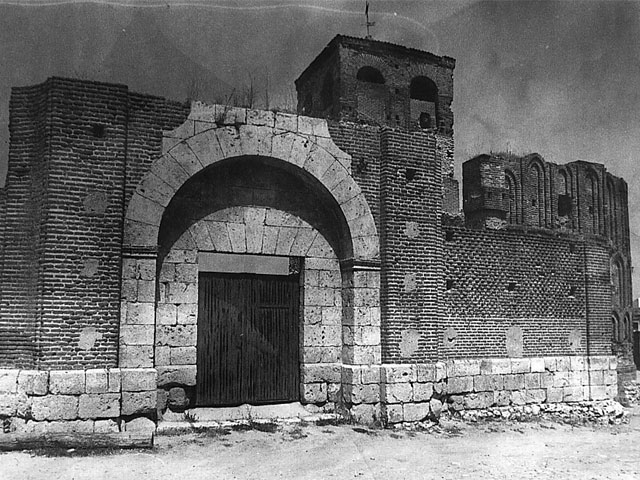
Imagen antigua
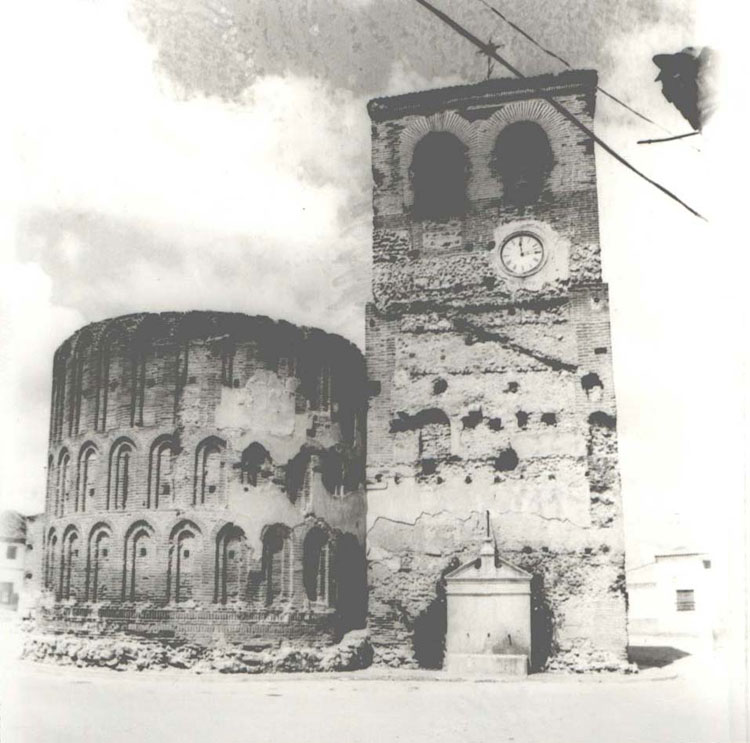
Foto antigua
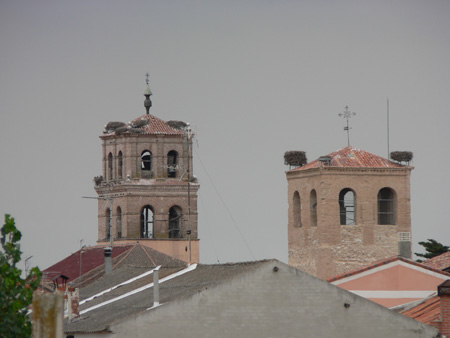
La torre de San Pedro junto con la torre de la Iglesia de Santiago Apóstol